# John Ottman
John Ottman  (San Diego, 6 de Julho de 1964) é um editor, compositor e diretor americano.
Tornou-se conhecido ao compor a música dos filmes The Usual Suspects (1995) e The Cable Guy (1996), tendo trabalhado, desde então, nos mais variados tipos de filmes.
Amigo de longa data do diretor Bryan Singer, Ottman foi responsável pela edição e pela composição da trilha sonora de vários dos filmes do diretor, incluindo The Usual Suspects, Apt Pupil e X2: X-Men United.
Embora seja mais conhecido por seu trabalho como compositor, Ottman já foi responsável pela direção de filmes - um curta de 1988, Lion's Den, dirigido em parceria de Bryan Singer e Urban Legends: Final Cut, de 2000. Neste último, Ottman acumulou também as funções de editor e compositor, sendo responsável por boa parte da produção do filmes - à exemplo do diretor Robert Rodriguez, que adota postura similar.
O acúmulo de tais funções foi, aliás, o motivo que o impediu de trabalhar na música do primeiro filme dos X-Men
Foi compositor de Superman Returns, no qual foi responsável por adaptar os temas originalmente criados por John Williams para o filme de 1978. Também, em 2009, compôs a trilha para o filme de animação Astro Boy.

## Filmografia

### Como compositor
| Ano  | Título                                    |
| 2018 | Bohemian Rhapsody                         |
| 2016 | X-Men: Apocalypse                         |
| 2014 | X-Men: Days Of Future Past                |
| 2009 | Orphan                                    |
| 2008 | Valkyrie                                  |
| 2007 | Fantastic Four: Rise of the Silver Surfer |
| 2006 | Superman Returns                          |
| 2005 | Fantastic Four                            |
| 2005 | Kiss Kiss Bang Bang                       |
| 2005 | House of Wax                              |
| 2005 | Hide and Seek                             |
| 2004 | Lonely Place                              |
| 2004 | Cellular                                  |
| 2003 | Gothika                                   |
| 2003 | X2: X-Men United                          |
| 2002 | Trapped                                   |
| 2002 | Eight Legged Freaks                       |
| 2002 | Pumpkin                                   |
| 2001 | Bubble Boy                                |
| 2000 | Urban Legends: Final Cut                  |
| 1999 | Lake Placid                               |
| 1998 | Apt Pupil                                 |
| 1998 | Halloween: H20                            |
| 1998 | Goodbye Lover                             |
| 1997 | Incognito                                 |
| 1997 | Snow White: A Tale of Terror              |
| 1996 | The Cable Guy                             |
| 1995 | Night Train                               |
| 1995 | The Antelope Chess Game                   |
| 1995 | The Usual Suspects                        |
| 1993 | Public Acess                              |

Além destes filmes, Ottman foi responsável pela composição do tema principal da segunda versão da série Fantasy Island e de alguns videogames, em especial aqueles baseados em filmes para os quais já havia composto, como foi o caso do jogo inspirado no filme Fantastic Four.

### Comoeditor
| Ano  | Título                     |
| 2018 | Bohemian Rhapsody          |
| 2016 | X-Men: Apocalypse          |
| 2014 | X-Men: Days of Future Past |
| 2006 | Superman Returns           |
| 2003 | X2: X-Men United           |
| 2000 | Urban Legends: Final Cut   |
| 1998 | Apt Pupil                  |
| 1995 | The Usual Suspects         |
| 1993 | Public Access              |
| 1988 | Lion's Den                 |

### Como diretor
| Ano  | Título                   |
| 2000 | Urban Legends: Final Cut |
| 1988 | Lion's Den               |